# 广东海洋经济博览会
广东海洋经济博览会（简称海博会）首届于2010年12月30日至31日在广东省湛江市举行，是广东省实施海洋经济综合开发的重要战略举措,是开展海洋经济合作、产品交易、招商引资和交流合作的最佳平台。

## 展会主题
蓝色产业、海洋强省、振兴粤西、合作共赢

## 展示内容活动
1. 临海工业[3]
2. 港口物流、农海产品加工
3. 海洋生物与医药
4. 海洋渔业
5. 海洋科技
6. 现代服务业
7. 保税区（出口加工区）建设
8. 海洋环保等最新成果和商机
9. 开展投资推介
10. 项目对接
11. 商贸洽谈
12. 产品展览

### 海博会～海洋节
1. 海博会/海洋节开幕晚会；[4]
2. 海鲜美食嘉年华；
3. 湛江投资环境专场推介会；
4. 滨海旅游观光；
5. 北部湾城市展区及北部湾形象大使佳丽决赛电视现场直播；
6. 南海暨北部湾区域海洋经济高峰论坛（广东海洋经济合作与发展论坛）；
7. 海滨酒吧街观乐节和赤坎啤酒节；
8. 海军活动等

## 外部連結
- “2010广东省海洋经济博览会”新闻发布会 广东省政府门户网站  （页面存档备份，存于）
- 2010广东省首届海洋经济博览会 碧海银沙网站 （页面存档备份，存于）